# Peugeot 101
Die Peugeot 101, kurz 101, ist ein Mofa des französischen Herstellers Peugeot Motocycles und wurde von 1970 bis 1980 gebaut.

## Beschreibung
Die 101 gehört zu den selteneren Peugeot-Mofas und ist technisch sehr mit der Peugeot 103 verwandt. Es existieren viele Variationen des Modells, die mit einem Anhängsel an 101 (z. B. KT-D, KSMD, MT-D, SP-D) voneinander unterschieden werden können.
- MT-D: Rohrrahmen mit aufgesetztem Benzintank
- KSMD: Pressblechrahmen mit integriertem Benzintank
- SP-D: Pressblechrahmen mit integriertem Benzintank, im Vergleich zur KSMD stärkerer Motor[2]

Von diesem Untertypen gibt es weitere Variationen, so z. B. Peugeot 101 KT-D, Ausführung C. Die Ausführung C unterscheidet sich hierbei von A und B beispielsweise an den Bremsenarten (Trommel- oder Felgenbremsen) oder der Federung. Grundsätzlich lassen sich verschiedene Ausführungen des 101 Mofas oft durch die Größe des Benzintanks voneinander unterscheiden.

## Technische Daten
Obwohl innerhalb der relativ langen Bauzeit verschiedene Motoren verwendet wurden, blieben die grundlegenden Eckdaten fast immer gleich:
- Motor: fahrtwindgekühlter, Einzylinder-Zweitaktmotor
- Hubraum: 48 cm³
- Leistung: 0,71 PS bis 1 kW bei 3200/min
- Getriebe: Eingang-Automatikgetriebe mit Fliehkraftkupplung
- Bereifung: 28 × 17 (1.10 × 17), D 1.1 × 17, 2 × 16
- Übersetzung: 11 zu 56
- Höchstgeschwindigkeit von in der BRD ausgelieferten Modellen: 25 km/h, in Frankreich waren sie auf 35 km/h ausgelegt
- Zahl der Sitzplätze: 1
- Zulässiges Gesamtgewicht: 140 kg

Peugeot 101
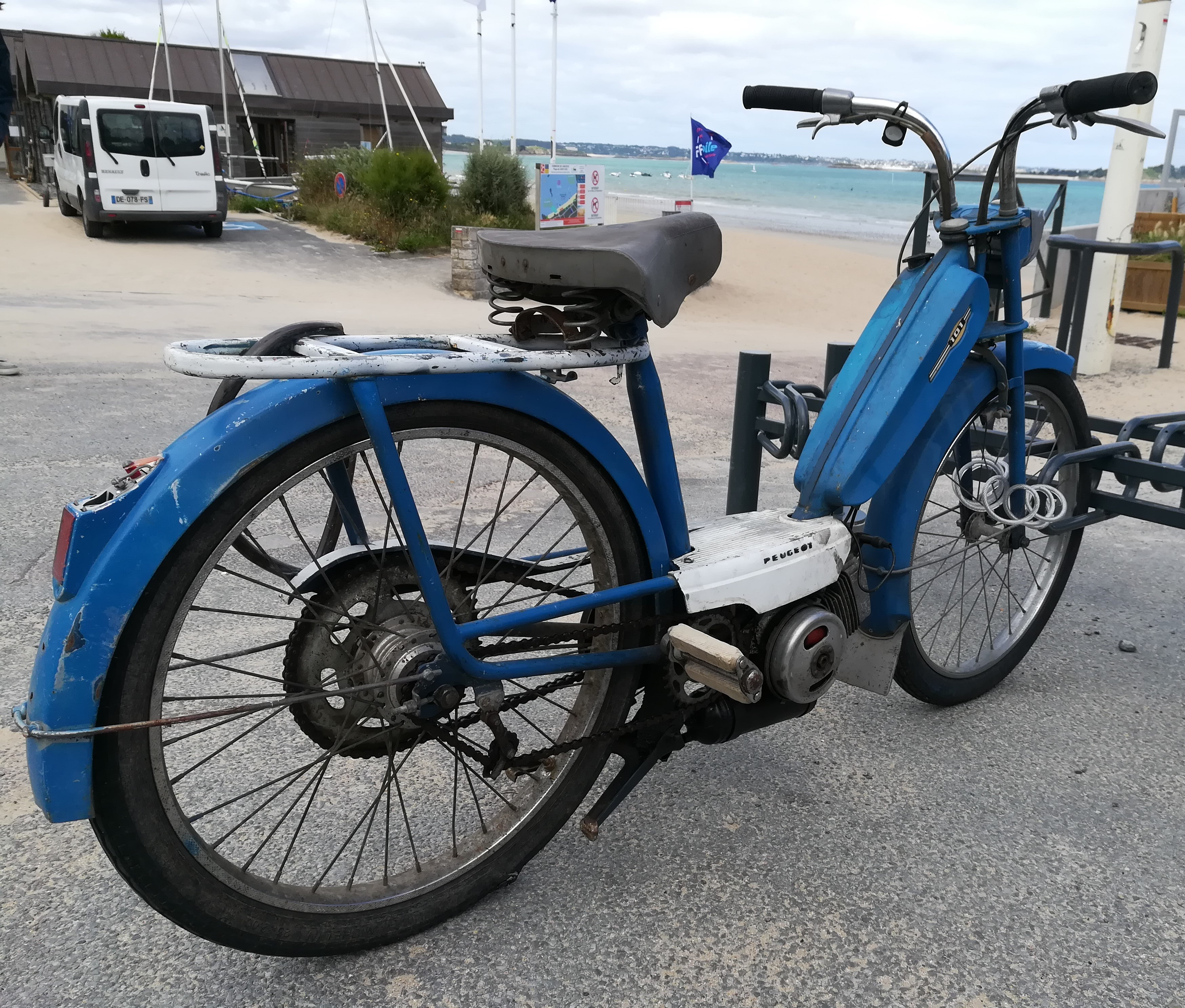
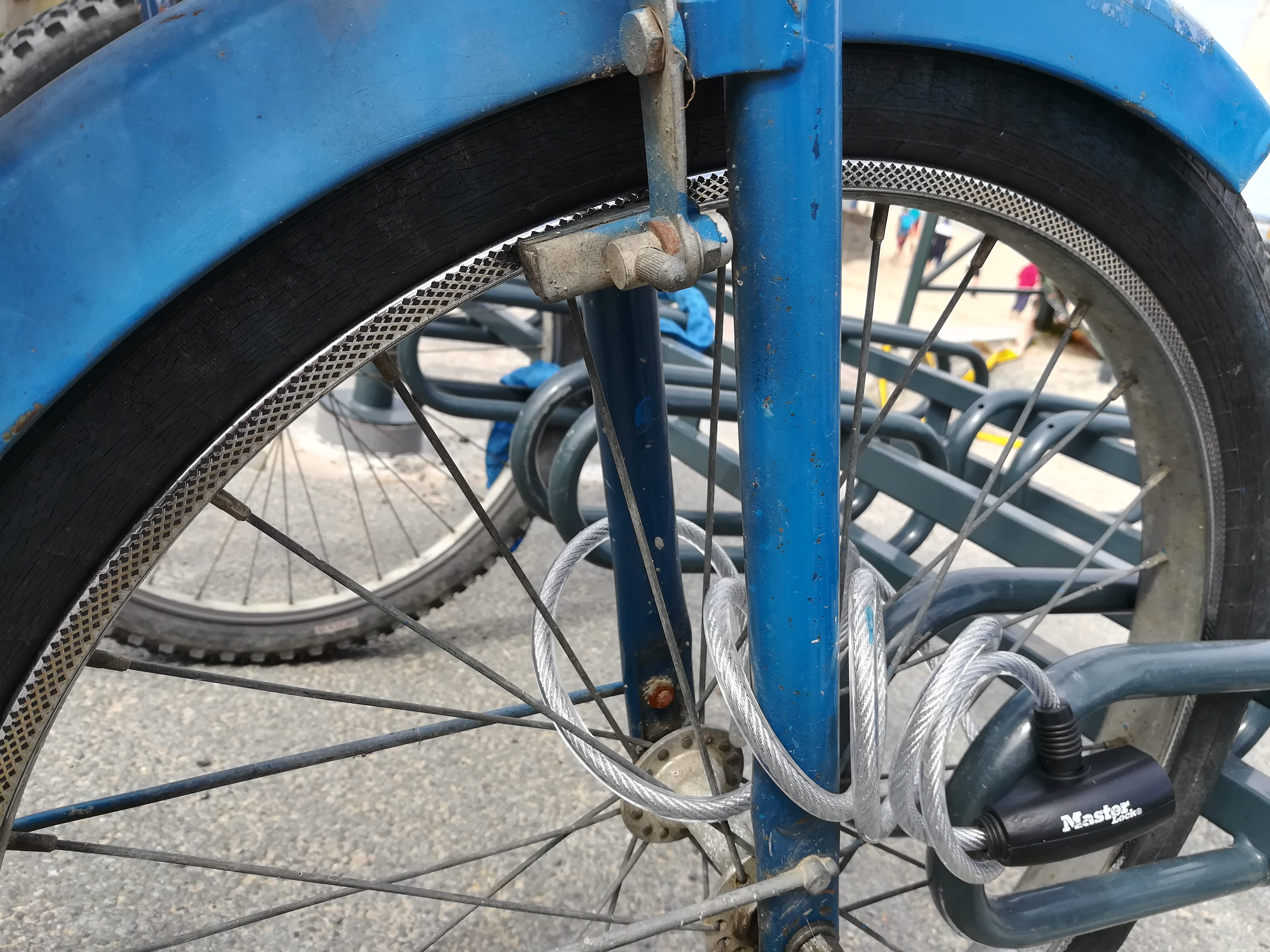
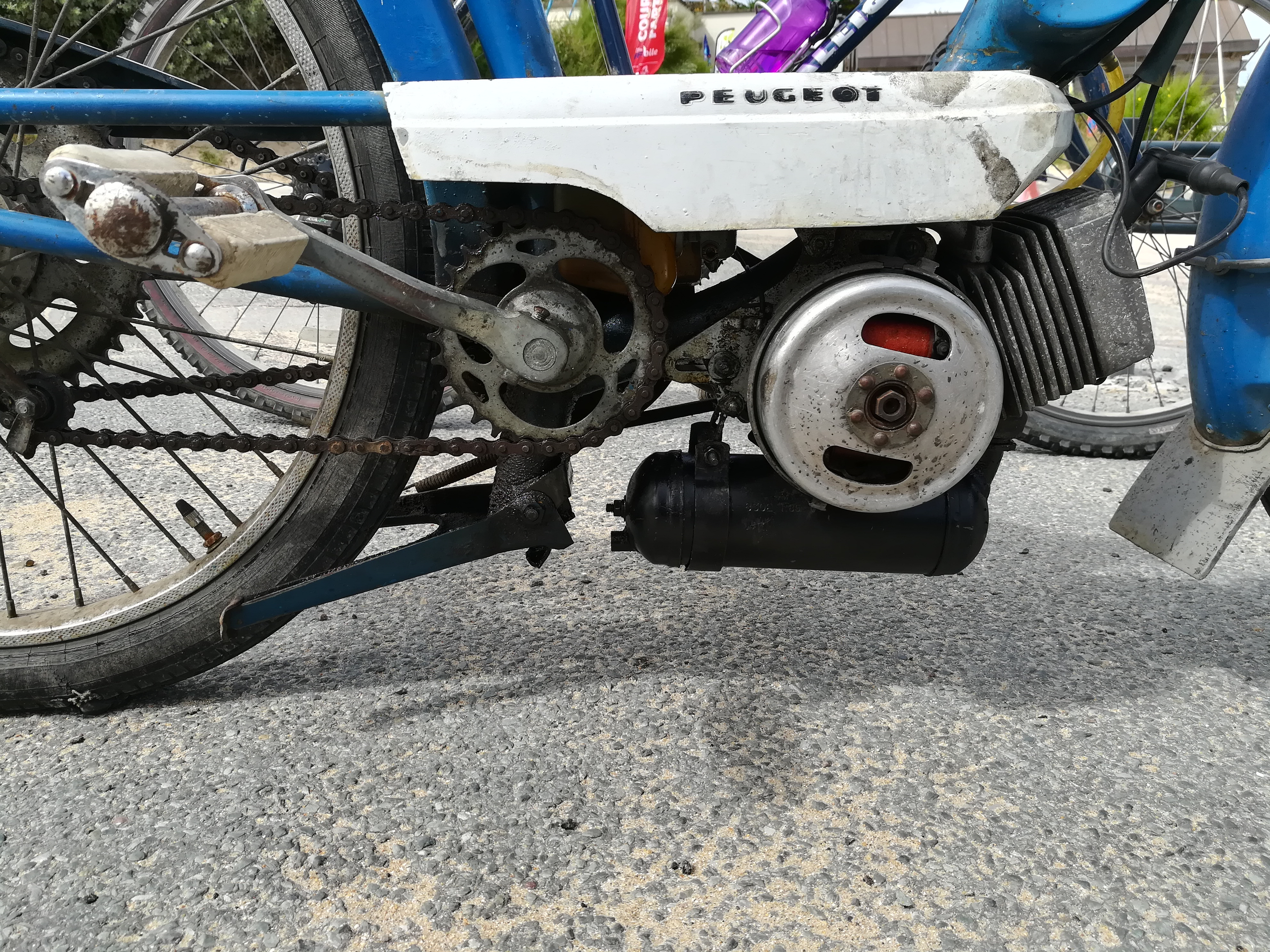
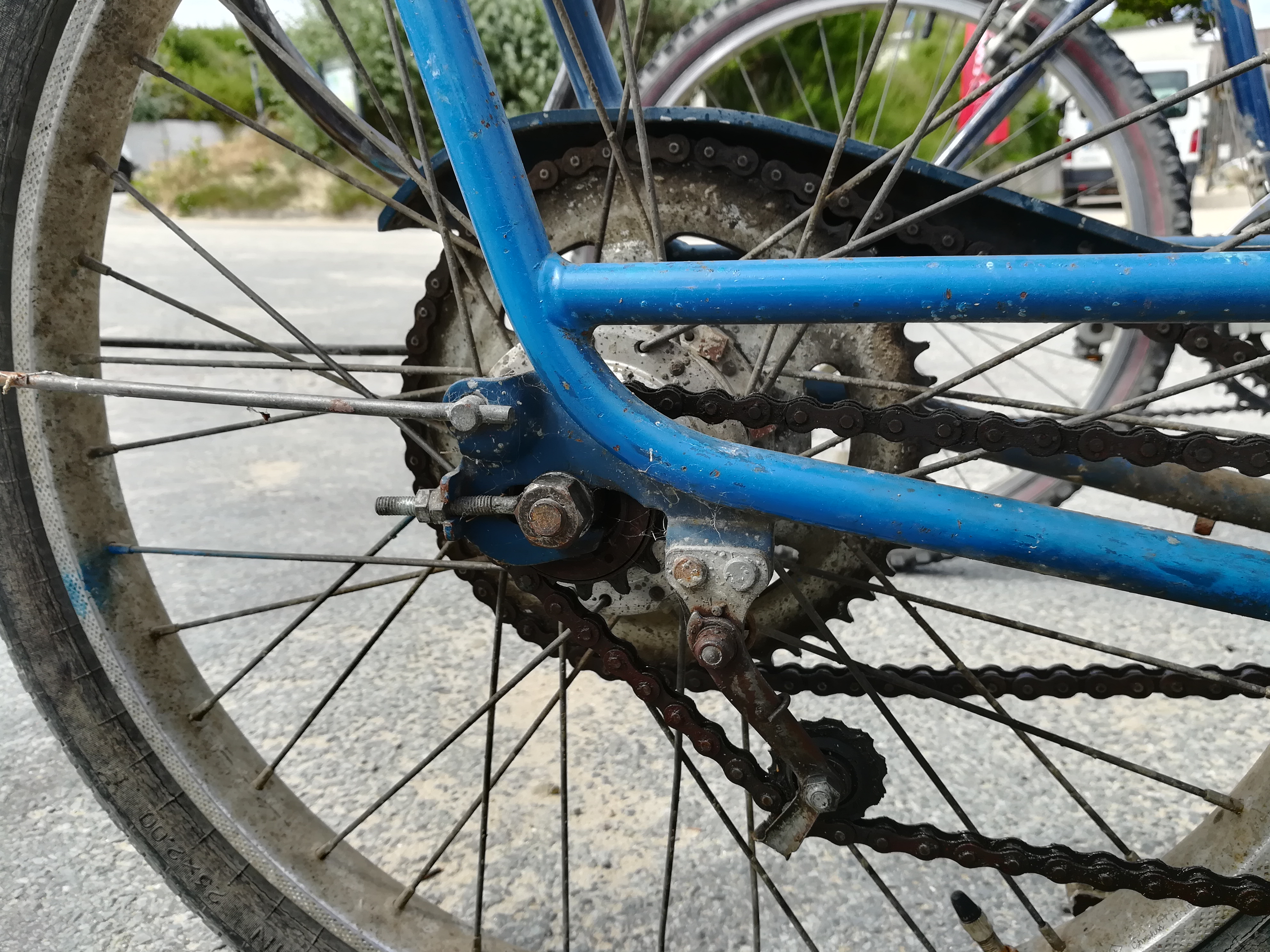

## Heutige Bedeutung
Aktuell ist die Peugeot 101 in Deutschland nur noch selten anzutreffen, häufiger findet man Peugeot 103. In Frankreich hingegen kommen die 101er Modelle noch häufiger vor.